# Диб, Билли
Билал «Билли» Диб (англ. Billy Dib, род. 17 августа 1985, Сидней, Австралия) — австралийский боксёр-профессионал, выступающий в полулёгкой весовой категории (англ. Featherweight). Среди профессионалов бывший чемпион мира по версии IBF (2011—2013).

## Биография
Билли родился в Сиднее. В семье эмигрантов из Ливана. С рождения страдал хронической астмой, и первые полгода жизни провёл в инкубаторе для новорожденных.
В 12 лет начал заниматься боксом для преодоления болезни. Провёл 133 поединка на любительском ринге. Из них выиграл 98. Трижды завоевал титул чемпиона Австралии. Из-за аварии на мотоцикле не смог участвовать на отборе в команду олимпийских игр. после выздоровления, отправился в Шеффилд (Великобритания), чтоб тренироваться с принцем, Насимом Хамедом, который предложил ему стать профессионалом.

## Профессиональная карьера
На профессиональном ринге Диб дебютировал в августе 2004 года во втором полулёгком весе. В пятом поединке завоевал титул чемпиона Австралии.
В августе 2005 года победив Майкла Кицца завоевал титул IBO, тихоокеанского региона.
В 2006 году отправился в США, и тренировался в одном зале с Майком Тайсоном. Там же он встретил Шейна Мосли, что привело его к подписанию контракта с Golden Boy Promotions.
Со статистикой из 20 последовательных побед на профессиональном ринге, 30 июля 2008 года победил по очкам боксёра из ЮАР, Золани Марали (19-1) и завоевал титул чемпиона мира по версии IBO во втором полулёгком весе. Эта победа позволила Дибу выйти на чемпионский бой по более престижной версии. В марте 2013 года в матче против россиянина Евгения Градовича лишился чемпионского пояса.
В октябре 2008 года состоялся бой между американцем Стивеном Луэвано (35-1-1) и непобеждённым австралийцем Билли Дибом (21-0). Чемпион чаще бил и чаще попадал. Луэвано был гораздо быстрее, и большая часть ударов Билли Диба приходилась мимо, или вскользь. За 12 раундов всего 9 джебов удалось нанесть Дибу. По итогам 12 раундов судьи единогласным решением отдали победу Луэвано. Двое судьи отдали более близкую победу по очкам, но претендент был ярче не более чем в 2-3 раундах. Поединок проходил в рамках шоу, организованного телеканалом HBO, главным событием которого был бой Бернард Хопкинс — Келли Павлик.
11 марта 2009 года остановил непобеждённого соотечественника Дэйви Бройни (15-0-1). 9 июля 2009 года нокаутировал в первом раунде японца, Кэнаси Ямакудзюхи (15-1-2). В этом же бою и сам Диб побывал в нокдауне. Но позже поединок был признан несостоявшимся из-за организаторских несоответствий.
Следом последовала серия из девяти последовательных победных боёв, проведённых с высокой периодичностью.
В июле 2011 года победил мексиканца, Хорхе Ласирву (39-7-6), и стал чемпионом мира по версии IBF в полулёгком весе. В первой защите титула нокаутировал в первом раунде непобеждённого мексиканца Альберто Сирведи (31-0-2).
В марте 2012 года защитил титул против мексиканца, Эдуардо Эскобедо (32-3). В июле в промежуточном не титульном поединке, победил мексиканца Хуана Антонио Родригеса (21-3).
В марте 2013 года проиграл Россиянину Евгению Градовичу, разделенным решением судей.
В июле 2013 года выиграл рейтинговый поединок, победив американца Майка Оливера.
24 ноября 2013 года проиграл техническим нокаутом в 9-м раунде повторного поединка против Евгения Градовича.
1 мая 2015 года проиграл техническим нокаутом в 3-м раунде японцу Такаси Миуре бой за титул чемпиона мира по версии WBC.

## Остальное
Билли Диб был включён в компьютерную игру Fight Night Round 4 в качестве одного из двух боксёров в легчайшем весе.
Также был включен в компьютерную игру Fight Night Champion уже в качестве одного из трех боксёров в легчайшем весе.